# Paramelomys gressitti
Paramelomys gressitti — вид гризунів, що походить із Папуа-Нової Гвінеї. Постійна деградація середовища існування є серйозною загрозою. Він названий на честь колекціонера Джадсона Лінслі Грессітта. Цей вид відомий лише з двох середньогірських місцевостей в Папуа-Новій Гвінеї. Його висота коливається від 2300 до 2400 метрів над рівнем моря. Цей вид зустрічається в середньогірних вологих тропічних лісах.